# 梁師都
梁师都（570年—628年），夏州朔方（今陕西省靖边县北白城子）人。隋末唐初割据政权梁国君主。

## 生平
梁師都他出身于當地豪族，仕隋後官拜鹰扬郎將。617年殺郡丞唐世宗，稱大丞相起兵自立。
聯兵突厥始畢可汗共同對抗隋朝，攻佔弘化、延安等郡。618年，梁师都以為根據以稱帝，國號為“梁”，建元永隆，一方面也向突厥稱臣，被始畢可汗封為大度毗伽可汗、解事天子。曾引突厥兵進河南，攻破鹽川郡 。
619年，梁師都攻打靈州被唐將楊則擊退，後來與突厥合兵又為延州總管段德操擊潰，手下大將張舉、劉旻投降。隔年，梁師都又教唆處羅可汗遣兵南侵，表示願自任嚮導，但正逢處羅身故才不成功。
623年，梁師都部將賀遂、索周獻地降唐，段德操伺機大舉進攻梁師都領地，梁師都坐困愁城，所幸突厥頡利可汗同意發兵來援才避過覆滅之災。同時稽胡大帥劉屳成來依附梁國，梁師都卻反而相害盡併其部，使手下將領人心惶惶不再信任梁師都。
628年，唐太宗見突厥內亂無法援助梁師都，寫信勸降，但梁師都堅持不允，便下令夏州都督長史劉旻、司馬劉蘭成伺機出擊。同時也施行反間計收買勸降梁國文武，梁師都大將李正寶便一度打算擒抓梁師都投唐，但為梁師都發覺事情，遂出走降唐 ，此事之後梁國上下舉國不安。
同年，唐太宗認為時機成熟，命柴紹與殿中少監薛萬均率軍大舉進攻梁師都，同時又遣劉旻進逼朔方東城。梁師都出兵迎戰卻為唐將劉蘭成所敗，突厥援軍也被柴紹擊破，4月26日，梁師都被堂弟梁洛仁所殺，獻朔方城投降 。

## 民间文学
梁师泰，《说唐全传》《兴唐传》中的虚构人物，天下第十五条好汉，挂锤庄庄主，手使镔铁轧油锤，后成为李元霸的开路将。曾两锤将天下第十八条好汉，瓦岗五虎之一的单雄信震的两手酥麻，虎口震开。后在天昌关被伍天锡击杀。

## 延伸阅读
[在维基数据编辑]
 《舊唐書·卷56》，出自刘昫《舊唐書》
 《新唐書·卷087》，出自《新唐書》